# Basarab I
Basarab I (numit în documentele medievale de asemenea Ivanco Basarab, Bassaraba și Bazarad; n. 1271 – d. 1352, Câmpulung, Muntenia, România) , supranumit în epoca modernă Basarab Întemeietorul, este considerat fondatorul Țării Românești. A domnit între anii ~1310 - 1352. A fost fiul lui Tihomir sau Thocomerius, potrivit unui document oficial emis în 1332 de regele Ungariei Carol Robert d'Anjou care, după Bătălia de la Posada din noiembrie 1330, îl răsplătea pe comitele Laurentius din Zarand pentru vitejia sa din acea bătălie. Textul respectivei diplome conține mențiunea „Basarab, filium Thocomerii, scismaticum, infidelis Olahus Nostris” („pe Basarab, fiul lui Thocomerius...”).

## Originile și familia lui Basarab I
Istoricii români din secolul al XIX-lea și începutul secolului XX l-au considerat pe Basarab ca fiind român, în baza documentelor ungare, inclusiv cel antemenționat. Nicolae Iorga a luat însă în considerare și o altă teorie: „numele e cuman... numai numele?” însă nu a mers mai departe. Ulterior, alți istorici, între care Neagu Djuvara, s-au ocupat mai mult de această ipoteză, considerând-o întemeiată. Teoriile lui Neagu Djuvara sunt puternic contestate și critica este bine documentată, zeci de argumente se opun cu ușurință studiului sumar lingvistic al numelui. De exemplu Djuvara precizează că în comunitățile valahilor sedentari se practica de câteva veacuri obiceiul de a-și alege ca apărători șefi barbari războinici” (Criticilor mei, p. 79). Însă, de câte ori este menționată “legea românilor” (Lex Valachorum), atât în Croația cât și în Polonia, se precizează că ei, românii, aveau să-și aleagă cnezi din rândurile lor, contrazicând cu ușurință această teorie. Era în dreptul cutumiar românesc ca românii să își aleagă cnezii din rândurile lor, nu dintre străini. Însuși felul în care numele bunicilor, părinților sau unchilor se dădeau nepoților cu consecvență timp de sute de ani infirmă originea numelui cuman. La fel, studiul genetic la nivel european relevă o prezență de 0% a originilor cumane în rândul populației, lucru teoretic imposibil în rândul unei dinastii așa puternice și cu atâția urmași.
Conform surselor mai sus precizate, Basarab I era de fapt fiul lui Radu Negru Vodă (cca.1255/60 – 1315). Radu Negru (Negru Vodă) a ales drumul surghiunului, descălecând din Țara Făgărașului în Țara Românească, însoțit de supușii lui în anul 1291, și întemeind Țara Românească. Radu Negru era căsătorit cu Marghita (Margareta) și avea, cel puțin doi copii, Vlaicu zis și Basarab și o fată al cărei  nume nu-l cunoaștem, din păcate. Soția lui Radu era de nație maghiară și era catolică, cea care va iniția construcția Bisericii Catolice din Câmpulung. Radu Negru va construi în Câmpulung două biserici, una ortodoxă, terminată și sființită în anul 1315 și una catolică, pentru supușii catolici fideli, sfințită în anul 1304. Piatra de temelie a orașului Câmpulung va fi pusă în anul 1299, administrarea orașului făcându-se între anii 1299-1300 de către magistrul sas Laurențiu. Tot in anul 1300, Radu Negru își va căsători fiica cu regele sârb Stefan Milutin. Începând din anul 1304 orașul Câmpulung va deveni capitala oficială a Țării Românești. Radu Negru, Întemeitorul de fapt al Țării Românești (încă nerecunoscută de Ungaria) va trece la cele veșnice în anul 1315, conducerea destinelor locuitorilor acestei țări trecând în mâinile fiului acestuia, Vlaicu (Ivancu) Basarab, numit in istoria oficială ca Basarab I. Mai trebuie ținut cont și de faptul că românii utilizau prenume de origini variate pentru copiii lor.
Djuvara a lucrat pe latura cumană și a sintetizat argumentele sale justificat criticate, astfel:
- O parte dintre specialiștii contemporani consideră atât numele Basarab, cât și cel al tatălui său, Thocomerius, de origine turanică.[6]
- Basarab și fiul său Nicolae Alexandru au fost catolici, în condițiile în care slavo-românii ținuseră de veacuri de biserica răsăriteană, iar cumanii erau singurul popor catolic din Țara Românească. Documentul regal din 26 noiembrie 1332 despre răsplătirea comitelui Laurențiu de Zarand contrazice însă radical ipoteza despre confesiunea romano-catolică a lui Basarab, deoarece voievodul este calificat drept „schismatic”, ceea ce în exprimarea tipică din epocă însemna „creștin de rit ortodox”.[7]);
- Cele mai mari și puternice ctitorii ale urmașilor lui Basarab, Mănăstirea Cozia și Mănăstirea Horezu (Hurez), poartă nume cumane (însemnând „nucet” și respectiv „huhurez”; comparați cu termenul turcesc horoz „cocoș”);
- Contrar credinței fără suport documentar potrivit căreia Basarab s-ar fi impus peste ceilalți cnezi români drept căpetenie împotriva tătarilor, cronicile ungurești și sârbești menționează faptul că în bătăliile „de la Posada” și Velbužd tătarii s-au aflat alături de români. Deoarece tătarii occidentali (din Hoarda de Aur) erau în majoritate foști cumani, o posibilă origine cumană a lui Basarab ar fi putut crea legături între cele două popoare. (Vezi mai jos problema colaborării dintre români și tătari sub Basarab I);
- În 1325, un cleric ungur depunea mărturie că un fiu de comite cuman (Parabuh, v. mai jos) a îndrăznit de față cu un tânăr nobil maghiar să îl defăimeze pe rege, spunând că acesta nu-i ajunge nici măcar la gleznă lui Basarab. Istoricul Neagu Djuvara presupune că această întâmplare dovedește mândria tânărului cuman față de voievodul din același neam ca al său;
- Porecla „Negru Vodă” dată descălecătorului sau întemeietorului, cum a mai fost numit, se referă la prezumtiva culoare a feței sale, după cum și-au exprimat părerea separat și peste câteva secole cronicarii Paul de Alep și Miron Costin.

În final, Djuvara admite că fiecare ipoteză în parte nu constituie o dovadă, dar crede că, luate împreună, ar reprezenta un argument puternic, originea turanică a familiei Basarabilor fiind actualmente ipoteza de lucru a celor mai mulți specialiști medieviști. 
Potrivit istoricilor Constantin C. Giurescu și Dinu C. Giurescu, nu este ceva ieșit din comun faptul că numele „Basarabă” (sau Bassaraba) ar însemna în limba turcă veche „părinte cuceritor” sau „stăpânitor”, că este de origine cumană și că a fost purtat de întemeietorul Țării Românești. (Prezumția se mai bazează pe împrejurarea că numele cumane aveau foarte frecvent sufixarea -aba, -oba, -apa, -opa („tatăl”) și mult mai rar sufixarea -oğlu („fiul”), de ex. clanul cuman Burçoğlu, mai răspândită la celelalte neamuri turcice.) Ei arată că în privința numelor de persoane, „constatăm în toate timpurile și în toate țările influențe străine foarte puternice” și chiar o modă și că astfel se explică alegerea acestui tip de nume, Basarab fiind un nume de botez la fel ca Ștefan, Mihai sau Petru. Faptul că el a purtat un nume străin, „nu scade întru nimic românitatea lui Basarabă”.
După alți istorici, numele „Basarab” ar însemna în cumană „prea sfânt, prea puternic, izbăvitorul”. Georgeta Penelea remarcă faptul că „Originea cumană a numelui Basarab este incontestabilă, dar de aici nu se poate susține că și dinastia munteană ar fi fost de origine cumană. [...] S-ar putea ca mama lui Basarab să fi fost o nobilă cumană, simbioza româno-cumană fiind astăzi un fapt dovedit; mai multe familii boierești, în special din jumătatea răsăriteană a Munteniei, au o origine cumană”.
Există și izvoare în baza cărora unii cercetători speculează că Tihomir/Thocomerius ar fi fost fiul lui Möngke Temür (Mengu-Timur), han al Hoardei de Aur și nepot al lui Batu-han.
Așadar, Basarab era fiul unui Thocomerius, binecunoscut la curtea maghiară. Potrivit pomelnicelor de la bisericile din Câmpulung și Râmnicu Vâlcea, el a fost căsătorit cu Margareta (sau Marghita), cu care a avut doi copii: viitorul domn Nicolae Alexandru (1352 - 1364) și Teodora, căsătorită cu țarul Ivan Alexandru al Bulgariei (1330 - 1371). Din legătura ultimilor doi se va naște țarul Strațimir al Bulgariei. Fiind repudiată de țar, Teodora se va călugări sub numele de Theofana.

## Domnia

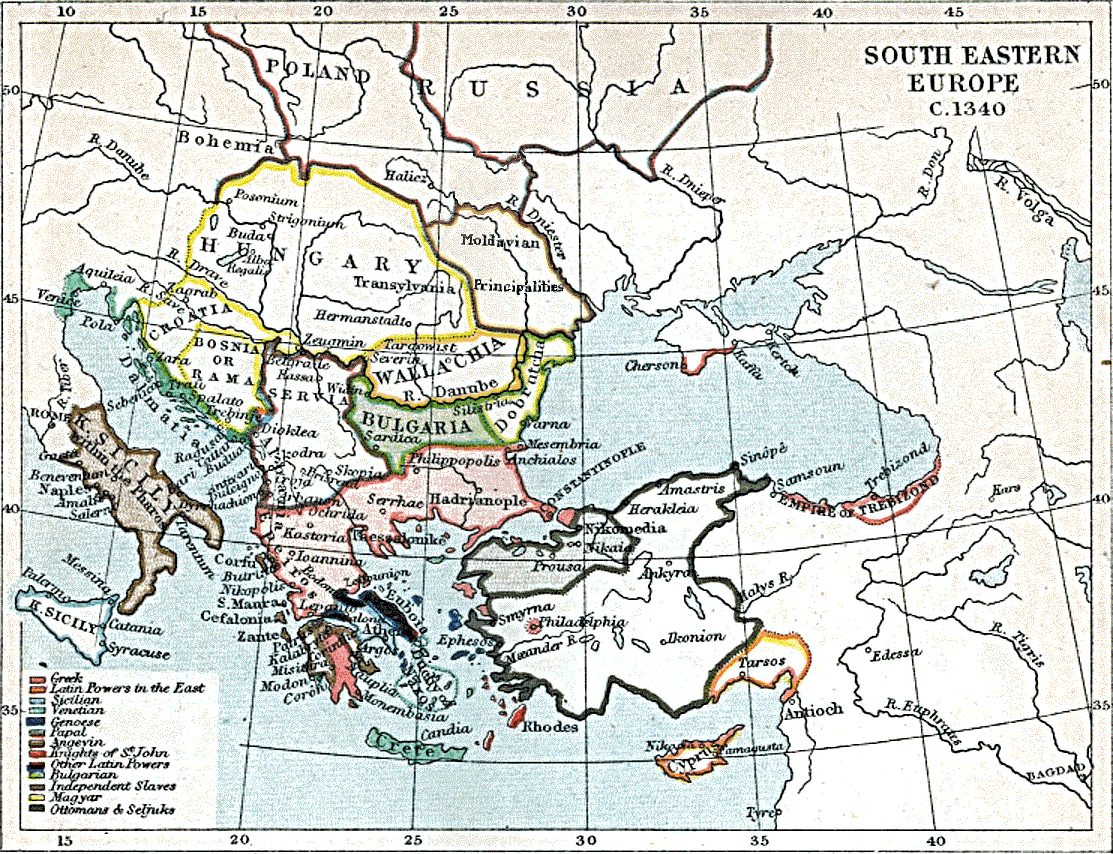
Harta politică a sud-estului Europei în 1340

În lipsa oricăror elemente documentare, începutul domniei lui Basarab I a fost situat cu aproximație în 1310, potrivit tradiției consemnate în cronica lui Luccari cu privire la întronarea lui Negru Vodă. Un document maghiar atestă că Basarab se afla la domnie încă din 1317, când este implicat într-un conflict local între nobilii din zona cetății Mehadiei. Istoricul Constantin Kogălniceanu consideră că, în perioada luptelor pentru tron din Ungaria (deci până în 1318), Basarab ar fi unit cnezatele din sudul Carpaților, întemeind astfel Țara Românească. Constantin C. Giurescu crede însă că o bună parte din acțiunile de unificare fuseseră realizate până în 1307, anul când Carol Robert de Anjou a devenit regele Ungariei. Părerile rămân însă împărțite între istorici când este vorba de nucleul inițial al acestui stat. Cele două teorii principale susțin că acțiunea a pornit ori din stânga Oltului, unde se aflau curțile de la Argeș și Câmpulung, ori din dreapta sa, prin extinderea voievodatului lui Litovoi.

### Legăturile cu bulgarii
Basarab I era înrudit cu dinastia bulgară asenidă prin fiica sa, Teodora, căsătorită cu puțin înainte de 1322 cu țarul Ivan Alexandru al Bulgariei. În 1323, Mihail al Bulgariei (unchiul lui Ivan Alexandru) a fost ajutat de o oaste importantă de „ungrovlahi” în bătăliile acestuia cu Imperiul Bizantin. Numele voievodului transalpin (transcarpatin) nu este consemnat, însă istoricii sunt de părere că acesta era Basarab I. Basarab îl va mai sprijini pe țarul bulgar și în 1330, la 28 iunie, când a avut loc bătălia de la Velbužd între forțele țarului și cele sârbe sub comanda lui Ștefan Uroș. Voievodul muntean a trimis un contingent românesc pentru a lupta alături de bulgari, însă sorții bătăliei s-au arătat favorabili sârbilor.

### Legăturile cu ungurii
Voievodatul lui Basarab I s-a aflat de la începutul domniei sale în stare de vasalitate față de regele Ungariei, Carol Robert de Anjou. În 1324 domnul muntean apare în documentele ungurești ca „Bazarab, woyvodam nostrum Transalpinum” (adică „voievodul nostru transalpin”). Această sintagmă reflectă relația de senior-vasal existentă între regele Ungariei și domnitorul român. În același document este menționată reușita misiunii primite de omul de încredere al regelui, comitele Martin Bogár, care fusese trimis în repetate rânduri pe lângă Basarab, dar fără succes. Regele accepta existența politică a noului voievodat în schimbul recunoașterii suzeranității sale. Cu toate acestea, un an mai târziu, Basarab se pare că a rupt relațiile sale cu Ungaria, refuzând plata tributului de vasal. Aceasta a cauzat tensionarea bruscă a relațiilor bilaterale. Un document emis de rege la 18 iunie 1325 îl numește pe voievodul muntean „Basarab transalpinul, necredincios coroanei maghiare” și relatează cum Ștefan, fiul comitelui cuman Parabuh l-a înjosit pe regele ungar, proslăvindu-l în schimb pe Basarab.
În 1327 papa Ioan al XXII-lea îl lăuda pe domnul muntean pentru susținerea catolicismului și zelul său de a extermina națiunile „necredincioase” (ortodoxe). După această dată, voievodul muntean a luat de la unguri Banatul Severinului și cetatea cu același nume.

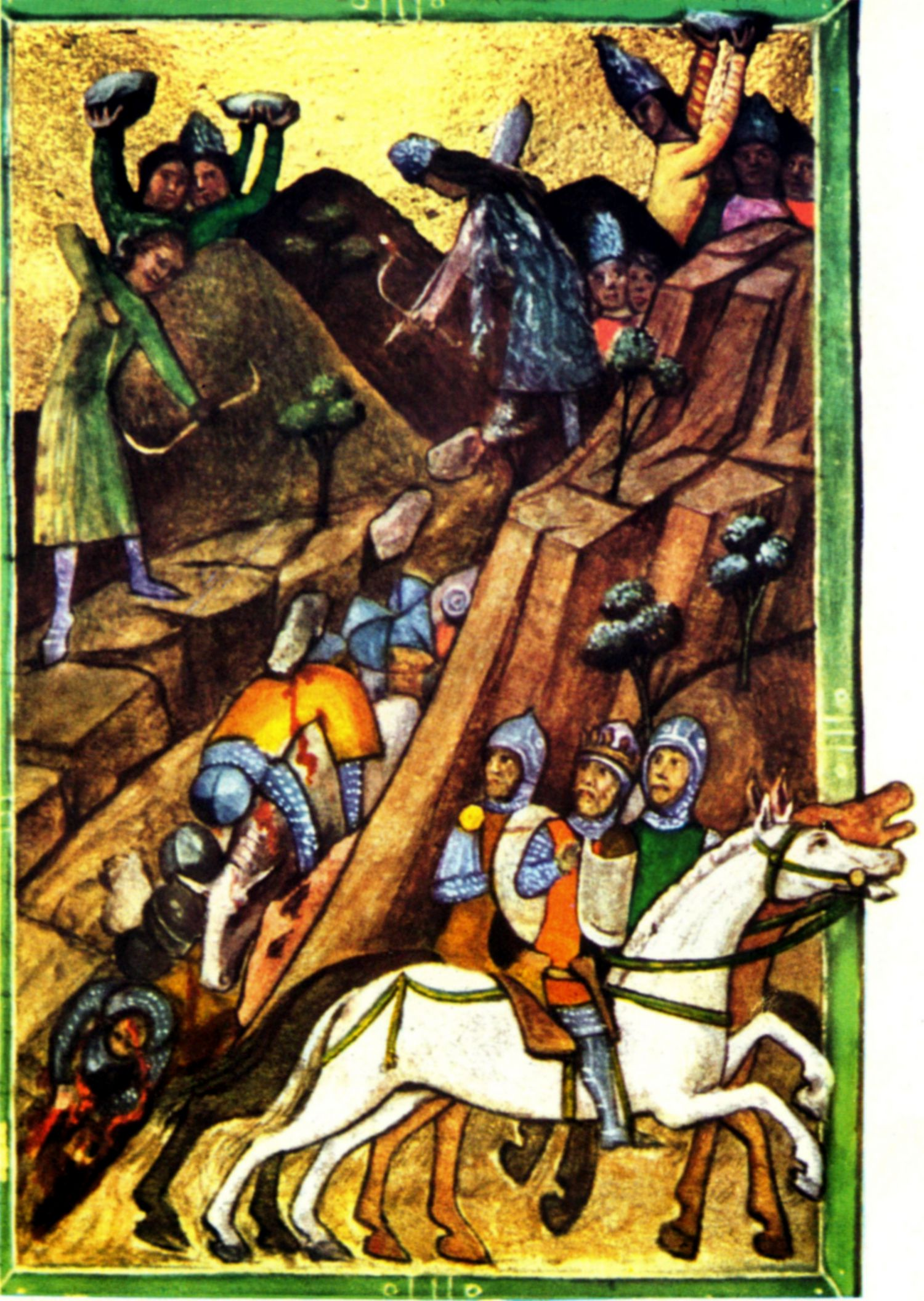
Bătălia din 1330 în Cronica pictată de la Viena

Luând în calcul și înfrângerea acestuia, din urmă cu câteva luni de la Velbužd, Carol Robert socotea ca potrivit momentul de a-l ataca pe Basarab. Astfel, în septembrie 1330 regele ungar pornește campania bazându-se pe o armată puternică. Ocupă Severinul și înaintează prin Oltenia. Basarab I a cerut pacea regelui ungar oferind ca despăgubire 7.000 de mărci de argint (adică 1.447 kg de argint sau 1.680.000 de dinari), Banatul de Severin, un tribut anual și un fiu al voievodului la curtea ungară drept garanție: „numai vă întoarceți în pace și vă feriți de primejdii, că de veți veni mai încoace, nu veți scăpa de dânsele”. Armata ungară a fost prinsă de oamenii lui Basarab I într-o vale îngustă și prăpăstioasă, suferind ca urmare o înfrângere umilitoare. Locul bătăliei nu a fost stabilit până astăzi cu certitudine, istoricii plasându-l în diverse puncte din zona submontană precum: Țara Loviștei, Valea Oltului, comuna Titești, culoarul Rucăr-Bran sau lângă Mehadia. În urma luptei de 4 zile, 9 - 12 noiembrie 1330, regele Carol Robert a scăpat cu greu schimbând hainele cu cele ale unui fidel al său.
Datorită faptului că Basarab I a creat un stat independent în urma victoriei „de la Posada” (denumirea s-a încetățenit abia în secolul al XX-lea, sub influența operei lui Nicolae Iorga), a primit și apelativul de Basarab Întemeietorul.
În jurul anului 1343, Basarab I l-a asociat la domnie pe fiul său Nicolae Alexandru. Acesta din urmă a plecat la curtea regelui Ludovic I al Ungariei pentru a mijloci reluarea relațiilor dintre Ungaria și Țara Românească. În anii următori, Basarab a participat alături de regele ungar la campania militară împotriva tătarilor. Cu acest prilej, a adus sub stăpânirea sa teritoriul aflat la nordul gurilor Dunării, cunoscut mai târziu sub numele de Basarabia (Bugeac).

### Legăturile cu tătarii
În partea de nord a Mării Negre, tătarii s-au amestecat cu cumanii de la răsărit (li s-a spus tătarii kîpceak) și au adoptat limba cumană. Istoricul Neagu Djuvara presupune că, deși Basarab poate că nu stăpânea această limbă, o posibilă origine cumană a sa putea crea afinități.
Istoricul Gheorghe Brătianu opinează că Basarab, profitând de anarhia din conducerea regatul Ungar, s-a așezat sub protecția Hoardei de Aur, de la care va primi sprijin militar. În 1330, potrivit aceluiași istoric, românii și tătarii s-au aflat alături în două bătălii: cea de la Velbužd și cea „de la Posada” (în ultimul caz faptul fiind consemnat în cronicile ungare). Ideea unei colaborări între cele două popoare în această perioadă a mai fost sprijinită și de alți istorici, între care Nicolae Iorga și P. P. Panaitescu. Acesta din urmă a remarcat faptul că în cursul unei bătălii dintre bizantini și bulgari petrecută în 1331, la auzul trâmbiței tătărești din tabăra adversă, împăratul bizantin a socotit (eronat în cele din urmă) că ar fi o manevră tactică a „geților (românilor) de peste Dunăre, care se folosesc de aceleași arme ca tătarii; cei mai mulți sunt arcași”. „Rezultă din această interesantă povestire că, de la depărtare, românii lui Basarab, călări probabil, puteau fi confundați cu tătarii și că adoptaseră armele lor de luptă, în special arcul și pavăza tătărească”, concluzionează istoricul. Ideea cooperării efective dintre Basarab și tătari a fost considerată de unii istorici ca rămânând la stadiul de ipoteză.
Dar, după ce pe tronul Ungariei urcă Ludovic cel Mare, va lua naștere o ofensivă ungară împotriva tătarilor. Basarab, fiind sub suzeranitate ungară, a fost determinat de împrejurări să-și reorienteze pentru o vreme politica externă. În urma campaniei din jurul anilor 1343-1345 a cucerit de la tătari teritoriul aflat în nordul Deltei Dunării, de la Prut până către Nistru. Această regiune, intrată în stăpânirea lui Basarab și a urmașilor săi pentru câteva decenii, va fi numită de alții Basarabia, nume extins la tot teritoriul dintre Prut și Nistru o dată cu ocupația rusească din 1812.

### Sfârșitul domniei
Domnia lui Basarab I s-a încheiat în 1352. Pe peretele încă netencuit al bisericii domnești din Curtea de Argeș stă scris: „În anul 6860 (1352) la Câmpulung a murit marele Basarab voievod”. Tradiția consemnează că tot acolo a fost și îngropat, lucru care se regăsește și într-un document din 1714 pentru mănăstirea Negru Vodă din Câmpulung de la domnitorul Ștefan Cantacuzino. Acesta, vorbind despre Negru Vodă (Basarab I) și Nicolae Alexandru spune că „le sunt trupurile lor îngropate în această sfântă mănăstire”. Lui Basarab îi va urma la domnie fiul și asociatul său, Nicolae Alexandru (1352 - 1364).

## Țara Românească în timpul lui Basarab I

### Teritoriile stăpânite de Basarab
Țara lui Basarab se mărginea la nord cu Transilvania, la vest cu Regatul Ungar, prin Banatul de Severin, la sud cu Bulgaria, la est cu Dobrogea lui Balică și mai târziu a lui Dobrotici, iar spre nord-est cu tătarii și moldovenii brodnici.
Banatul de Severin s-a aflat până în 1330 în stăpânirea lui Basarab. Constantin C. Giurescu socotește că această situație dura din 1291, de când nu mai este pomenit nici un ban de Severin în documentele ungurești (exceptând pe cel din 1324, Paulus). Cu toate acestea, izvoarele descoperite mai recent arată că în 1317 Severinul era în mâinile angevinilor. Alte surse datează ocuparea Banatului de către Basarab în 1324 sau 1327. În 1330 se afla în mâinile voievodului muntean, în momentul în care este ocupat de oștile lui Carol Robert. Următorul ban de Severin, Dionisie Szecs, este menționat abia în 1335 și Nicolae Iorga crede că zona a fost recucerită de unguri definitiv abia în 1334 - 1335. Există ipoteza ca Banatul de Severin să fi rămas totuși în stăpânirea Țării Românești. Constantin C. Giurescu admite posibilitatea ca titlul de ban al lui Dionisie din 1335 să fie doar o pretenție.
Pe de altă parte, spre răsărit granița nu a fost stabilită cu exactitate de istorici. Unii au considerat că privilegiul dat în 1358 de regele Ludovic I brașovenilor, prin care le permitea să ajungă la Brăila nestingheriți prin zona cuprinsă între râurile Prahova, Ialomița și Buzău, este expresia stăpânirii ungare de facto a acestui teritoriu, prin urmare au stabilit granița răsăriteană pe Prahova și Ialomița. P. P. Panaitescu respinge această ipoteză și arată că privilegiul acela era doar un drept teoretic al suzeranului, care trebuia însă întărit și de domnitorul muntean. Ideea este susținută și de Constantin C. Giurescu, el considerând că brașovenii au cerut de fapt doar o garanție suplimentară din partea suzeranului ungar. Totuși, el consideră însă că abia în urma campaniei împotriva tătarilor din anii 1343 - 1345, Basarab intră în stăpânirea șesului Brăilei și al Ialomiței, precum și a teritoriului de la nordul gurilor Dunării, care-i va prelua numele. În 1321 geograful arab Abulfeda notează faptul că Isaccea se află „în țara valahilor”, de unde ar rezulta că nordul Dobrogei era în stăpânirea lui Basarab. Totodată, anatolianul Umur Beg precizează că în 1337 - 1338 Chilia se găsea la „granița Valahiei”, așadar voievodul muntean stăpânea la acea dată ambele maluri ale Dunării maritime.
Trebuie spus că, pentru scurtă vreme, Loviștea a fost cedată contelui Sas Conrad.

### Populația și clasele sociale. Orașele
Societatea Țării Românești se împărțea în principal în două clase, cea de jos a țăranilor (în majoritate liberi) și cea de sus a boierilor, juzilor și cnezilor. Țărănimea era principala furnizoare de impozit; de asemenea ea constituia corpul principal al oastei celei mari. Vechii juzi și cnezi rămăseseră la stadiul de conducători locali sau slujbași domnești, în vreme ce boierimea era nou alcătuită din marii proprietari de pământuri, nu atât de primejdioasă pentru autoritatea domnului cât valoroasă în cazul confruntărilor armate. Boierii se vor concentra în jurul unei puteri centrale, cea a voievodului, iar acesta îi va folosi în constituirea aparatului de stat. Pătura de mijloc, alcătuită în principal din negustorii locali era nesemnificativă, căci aceștia practicau comerțul la scară redusă cu produsele străine. Dezvoltarea economică din timpul lui Basarab va accentua diferențele și conflictele de interese dintre rustici și majores terrae.
Curtea domnească era alcătuită din boierii de sfat și slujitori. Dregătoriile fuseseră preluate în această vreme, prin filiera bulgară, din Bizanț. De la unguri a rămas funcția de ban (întâi de Severin, mai târziu al Olteniei). Ceremonialul și moda curții domnești au fost împrumutate tot de la bizantini.
Orașele și târgurile au înflorit în urma dezvoltării economice din această perioadă, ele fiind situate în special în zona marilor drumuri comerciale, sau pe văile râurilor. Sunt de amintit principalele orașe cu fortificații ale țării: Câmpulung, Argeș, Râmnicu Vâlcea și – o vreme – Severinul. Craiova și Târgu Jiu erau doar niște sate. Între porturile mai însemnate sunt de amintit Calafat, Giurgiu, Orașul de Floci și Brăila. Tradiția menționează că și Târgoviștea și Buzăul au fost întemeiate de Negru vodă (cel mai probabil Basarab).
Curțile domnești și clădirile din piatră aflate în Câmpulung au fost reconstruite de către urmașul lui Basarab, Nicolae Alexandru, pe fundațiile unor construcții mai vechi. Ansamblul voievodal din Curtea de Argeș a fost refăcut în jurul anului 1340, iar bisericile Sân Nicoară și Sfântul Neculai Domnesc fuseseră deja ridicate, cel puțin în ceea ce privește zidăria.

### Viața economică
Istoricul Nicolae Iorga socotește că, similar voievozilor următori, lui Basarab i se cuveneau toate dijmele produselor locale și vămile din oi, albine și porci. La acestea se adăugau gloabele (amenzile), darea calului și muncile prestate în folosul domniei. Monezile, nu prea multe, proveneau în special din comerțul cu străinii, căci local tranzacțiile – chiar și cele de anvergură – se făceau prin troc (schimb în natură).. Aceste monezi (florini, dinari, perperi) ajungeau mai mult în visteria domnească, iar o vreme fuseseră necesari plății tributului către suzeranul ungar.
Negustorii ardeleni aveau la dispoziție trei drumuri comerciale: Brașov - Bran - Rucăr - Câmpulung (unde plăteau tricesima) - Giurgiu, Brașov - Pasul Buzău - Brăila și Sibiu - Turnu Roșu - Calafat. Aceștia vor fi avut și ei privilegiile lor, ca mai târziu, căci actul lui Vladislav I către brașoveni din 1368 le întărea „vechile lor libertăți”. Dinspre sud, în Țara Românească ajungeau negustorii greci și cei ragusani, care încă din 1349 treceau prin Serbia către „țara lui Basarab”.

### Armata. Arta militară

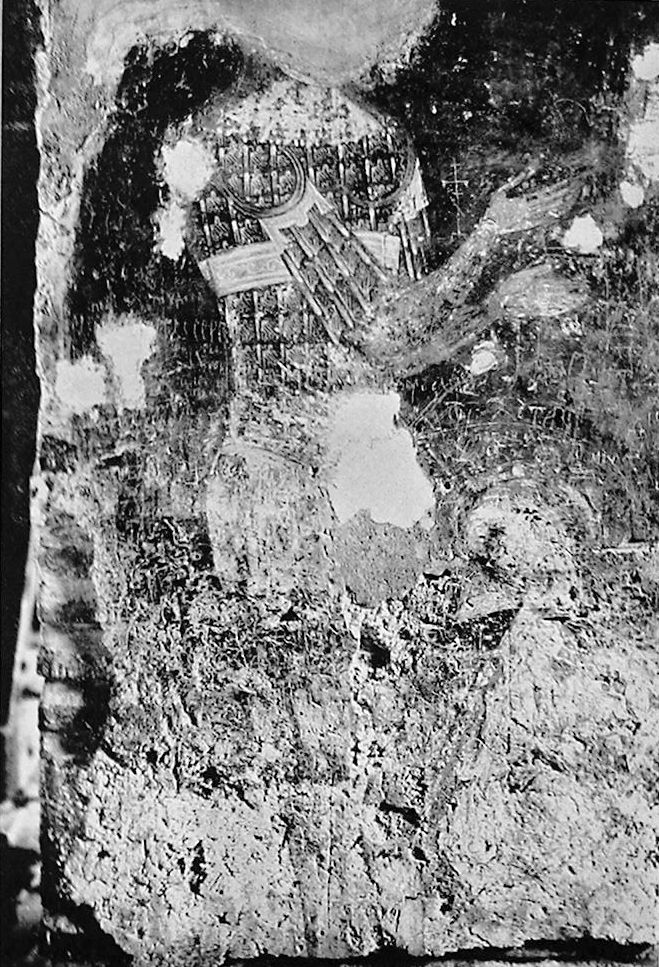
„Cavalerul fără cap” (sec. XIV), frescă în Biserica Domnească din Argeș

Foarte puține știri au parvenit în legătură cu oastea lui Basarab. Ele se reduc în principal în relatarea bătăliei „de la Posada”, în miniaturile din Cronica pictată de la Viena și într-o consemnare remarcată de P. P. Panaitescu privind asemănarea, de la distanță, dintre oștirile valahe și cele tătărăști.
Basarab I, ca „mare voievod”, era conducătorul suprem al oastei. Aceasta era compusă în caz de primejdie din toți bărbații capabili să poarte o armă în mână. Radu Rosetti remarca faptul că „nu erau limite de vârstă, altele decât ale neputinței fizice. Orice bărbat era îndatorat să răspundă chemării sub arme, indiferent de vârstă, atâta vreme cât puterile fizice îi îngăduiau să o facă sau până când nu decădea din situația de om liber.”, iar datoria de a merge la oaste decurgea „din faptul folosirii gliei”, într-o țară predominant agrară, cu țărani în majoritate slobozi (moșneni). Aceasta constituia așa numita „oaste cea mare”. „Oastea cea mică” era formată din familiile boierești și cneziale, slujitorii lor personali și „curtea” domnului, însă aceste elemente aveau o pondere foarte mică.
Oastea cea mare era împărțită între cavalerie, formată din rândurile clasei nobiliare, și pedestrime, alcătuită din țărani. Aceștia, chiar dacă aveau la dispoziție cai, îi foloseau doar pentru a se deplasa mai rapid și nu în luptă. Pedestrimea era organizată în cete regionale, corespunzătoare fiecărui județ. În caz de primejdie, acestea se adunau în reședința județului, urmând ca mai apoi să pornească spre tabăra de luptă. Cavaleria era organizată la rându-i din cete boierești care difereau ca dimensiune după posibilitățile fiecăruia. Aceste cete erau comandate de boierul respectiv, iar în cazul cetelor domnești de un slujbaș.
În ceea ce privește echipamentul militar și armele folosite de români, știrile sunt mai bogate. Miniaturile din Cronica pictată îi arată pe români îmbrăcați țărănește, mânuind arcuri. În 1331, împăratul bizantin Andronic al III-lea Paleologul preciza că „geții (românii) de peste Dunăre, se folosesc de aceleași arme ca tătarii; cei mai mulți sunt arcași”. P. P. Panaitescu trage concluzia că „de la depărtare românii lui Basarab, călări probabil, puteau fi confundați cu tătarii și că adoptaseră armele lor de luptă, în special arcul și pavăza tătărească”. Pe lângă arc și paveze, ei se mai foloseau de sulițe, pumnale, măciuci, praștii, arcane și unelte casnice transformate în arme. Cavaleria utiliza spada și lancea și era îmbrăcată în armura specifică. Un chip de cavaler este redat și într-o frescă din Biserica Domnească din Argeș, din păcate azi incompletă și mult deteriorată.
În ceea ce privește fortificațiile din Țara Românească, există date sigure doar pentru trei: cetatea Severin („Ceurin”, „Zeurino”) și curțile domnești fortificate de la Argeș („castro Argias”) și Câmpulung („Longo-Campo”). La acestea, Constantin Kogălniceanu mai adaugă și cetatea de lângă Râmnicu Vâlcea, ca posibil centru al voievodatului lui Litovoi. Ion Conea și Andrei Pandrea consideră că de fapt „castro Argias” din Cronica pictată s-ar referi la Cetatea Poenari, nu la fortificațiile din Curtea de Argeș. Dovezile arheologice relevă însă faptul că în preajma lui 1330 curtea argeșeană a suferit un incendiu devastator.
Arta militară românească din acele vremuri este reliefată în special în timpul bătăliei din 1330. Pus în fața unei armate ungurești superioare numericește, Basarab adoptă o tactică având patru elemente: retragerea din fața dușmanului, pustiirea terenului și otrăvirea fântânilor din calea inamicului, hărțuirea permanentă a oastei ungurești și alegerea unui loc de confruntare cât mai convenabil. În momentul confruntării armate, oastea lui Basarab era împărțită în patru corpuri: două acționau de pe buza râpelor iar celelalte două închideau calea în defileu. La finalul bătăliei de patru zile a intrat în luptă și cavaleria, care a pătruns în defileu și a neutralizat forțele rămase. Este de remarcat, în aceste împrejurări dar și în altele, colaborarea militară dintre români și tătari.
Este de remarcat faptul că puterea armată a Țării Românești era destul de însemnată astfel încât să fie posibilă participarea unei „oști însemnate” în 1323 și a unui contingent în 1330 în sprijinul lui Mihail Asan al III-lea al Bulgariei, precum și desfășurarea campaniei din anii 1343 - 1345 împotriva tătarilor.

### Biserica
Despre organizarea bisericească din vremea lui Basarab nu s-au păstrat date, însă istoricul Constantin C. Giurescu remarcă faptul că „este inadmisibil ca marele Basarab, întemeietorul statului muntean, ctitorul lăcașurilor sfinte din Câmpulung și Curtea de Argeș, să nu fi avut pe lângă sine, la curtea domnească, și o față bisericească mai înaltă, vreun arhiereu sau vreun episcop. Preoții din satele numeroase ale Țării Românești nu erau să se ducă doar să fie sfințiți cu toții în dreapta Dunării. Bunul simț reclamă prezența în Muntenia, pe vremea lui Basarab, a unui vlădică”.
Nicolae Iorga este de părere că în Țara Românească existau pe atunci biserici cu preoți hirotonisiți de către episcopi ce păstoreau cel puțin din 1234 când sunt numiți de papă „pseudo-episcopi”. Aceștia erau de fapt, în opinia istoricului, doar niște superiori ai unor mănăstiri primitiv înzestrate care își luaseră numele de vlădici. La rândul lor, episcopii români își primeau consfințirea de la fețele bisericești superioare din dreapta Dunării, care își aveau scaunul la Vidin, Silistra sau Vicina. În acest mod au fost preluate și limba slavonă a bisericii și a cancelariei domnești. 

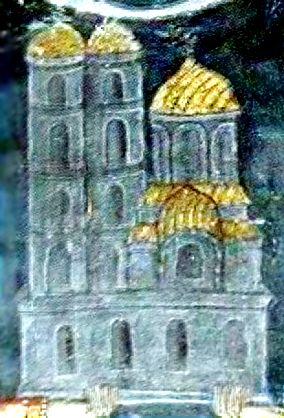
Biserica Domnească din Curtea de Argeș așa cum arăta ea în timpul lui Radu I. Astăzi cele două turnuri și pronaosul sau exonarthexul care le susținea au dispărut.

Potrivit tradiției, singurele biserici atribuite cu siguranță lui Basarab sunt cea domnească din Curtea de Argeș și cea de pe locul bătăliei „de la Posada”. Pe lângă acestea, istoricii consideră că și biserica mănăstirii Negru Vodă și cea veche din Râmnicu Vâlcea au fost ctitorite tot de el, deoarece este pomenit, împreună cu doamna Margareta, în fruntea vechilor lor pomelnice.
Biserica Domnească a fost începută sub Basarab, însă a fost terminată abia sub Radu I. Dovada acestui lucru este faptul că în 1352, la moartea lui Basarab, biserica nu era nici măcar tencuită.
Basarab ar mai fi clădit o mănăstire și pe locul bătăliei cu ungurii, din 1330. În secolul al XVI-lea, călătorul Maciej Stryjkowski relata cum „pe acel loc, unde a fost bătălia, muntenii au clădit o mănăstire și au ridicat trei stâlpi de piatră, pe care eu însumi i-am văzut în anul 1575, venind din Turcia, dincolo de orașul Gherghița, la două zile de drum de Sibiu...”. Cercetătorul Florian-Nicu Smărăndescu identifică această mănăstire cu cea numită în popor „Trei Lespezi” din Posada Prahovei, reclădită în 1661.
Mănăstirea de la Câmpulung a fost refăcută de către Matei Basarab între 1635 și 1636. Tot atunci a fost înlocuită și pisania, care relatează că biserica a fost înălțată de către Negru Vodă în 1215 (6723). I. Lapedatu consideră că inscripția veche a fost citită greșit, întrucât numerele chirilice 700 (ψ) și 800 (ω) au fost confundate datorită gradului ridicat de uzură, și corectează anul la 1315 (6823). Acesta corespunde domniei lui Basarab I. Aceeași opinie a fost împărtășită și de Gh. I Brătianu, și de Ioan Constantin Filitti.
De asemenea, tradiția atribuie doamnei Margareta și soțului ei Negru Vodă ctitorirea mănăstirii catolice din Câmpulung, cunoscută sub numele de „Cloașter”, și a bisericii Sân Nicoară din Argeș (deși aceasta din urmă era de rit ortodox, nu catolic.) De altfel se pare că nu numai doamna, ci și Basarab era de credință catolică, după cum precizează clar și papa în scrisorile sale.

## Portrete ale lui Basarab

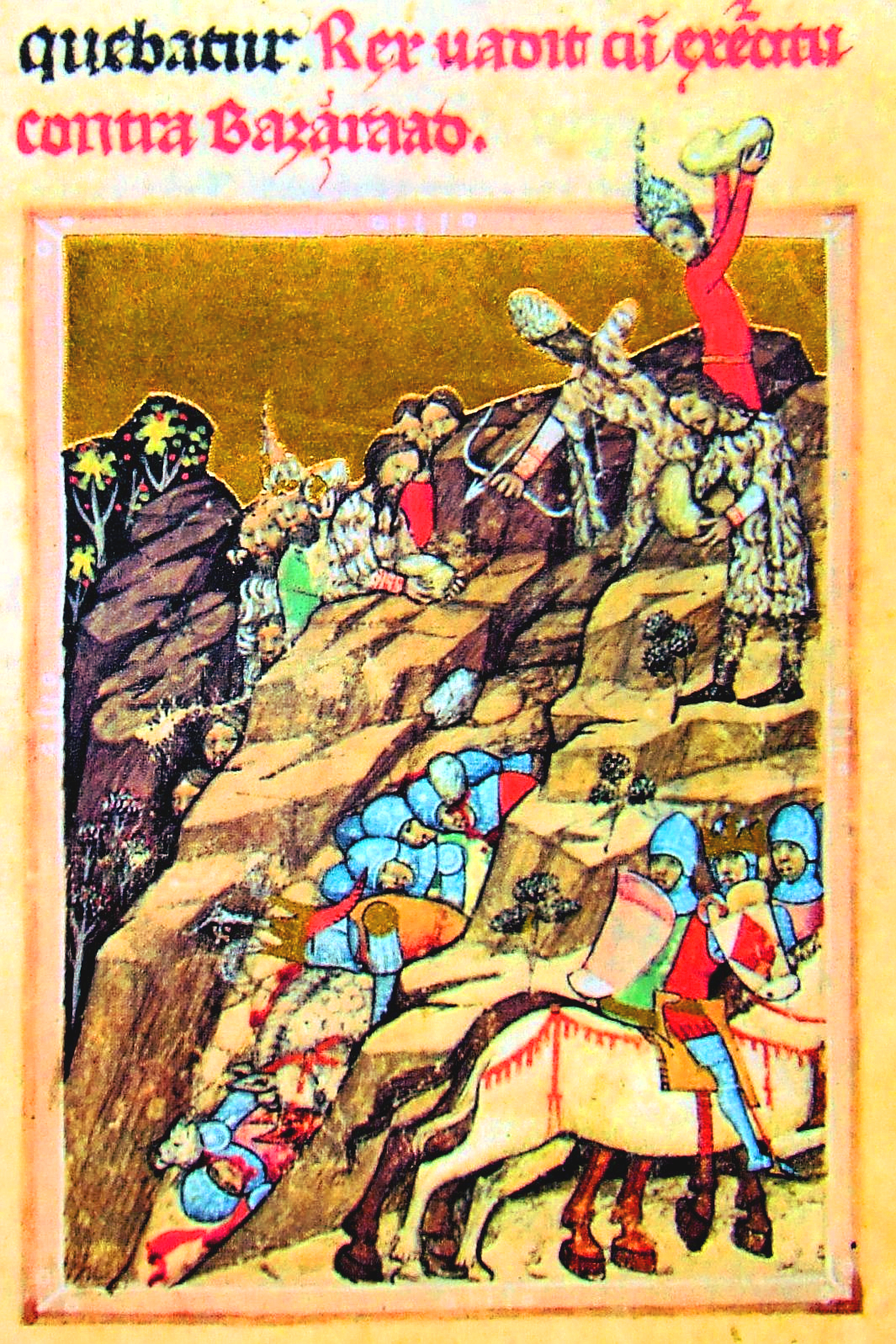
Potrivit ipotezei lui Matei Cazacu, Basarab ar putea fi personajul în verde, cu căciulă țuguiată.

În Biserica Domnească din Curtea de Argeș se regăsesc trei portrete: Unul este al unui personaj domnesc îngenunchiat și cu mâinile întinse în chip de rugăciune, unul este așa numitul „cavaler fără cap” (tencuiala cu frescă din dreptul capului a fost distrusă) și unul aparținând unui voievod împreună cu doamna sa, care țin în mână macheta bisericii (care are însă două turnuri dispărute azi).
Nicolae Iorga considera că nu numai aceste trei portrete aparțin lui Basarab, dar și mormântul nr. 10, conținând personajul princiar bogat înveșmântat. Ulterior, istoricii au considerat că cel puțin cele două fresce cu chip aparțin lui Radu I, în timpul căruia a fost terminată și zugrăvită biserica. În fine, alții sunt de părere că cel care a început zidirea bisericii (Basarab), e personajul înfățișat cu mâinile întinse, în vreme ce voievodul care a terminat-o cu totul (Radu I) este care poartă, după cum cere și tradiția, macheta bisericii.
După părerea lui Constantin Kogălniceanu, care identifică pe Negru Vodă cu Basarab, și statuia din piatră, aflată inițial „în slona bisericii, [...] represintând o figură de om cu părul lung, cu barbă, în cap cu o căciulă naltă, o haină pe d'asupra cu o rondelă în formă de manta cu ciucuri [...] nu poate fi decât chipul lui Basarab, întemeietorul Țării Românești”.
Considerând că niciunul dintre portretele existente în Biserica Domnească nu aparțin voievodului muntean, Matei Cazacu lansează în 1969 ipoteza că Basarab ar fi unul din personajele existente în miniaturile Cronicii pictate de la Viena, anume „un om în plină maturitate, cu plete lungi și barbă castanie despicată în două, îmbrăcat cu o sarică asemenea celorlalți soldați și ținând o piatră în mână, pe care se pregătește să o arunce asupra dușmanului”. Ulterior, în 2013, același Matei Cazacu revine și propune identificarea lui Basarab cu personajul aflat mai la stânga, îmbrăcat în tunică verde și având pe cap o căciulă țuguiată care pare a semăna cu ”șapka Monomaha” - însemn al puterii care îi va fi fost oferit de suzeranii săi mongoli.

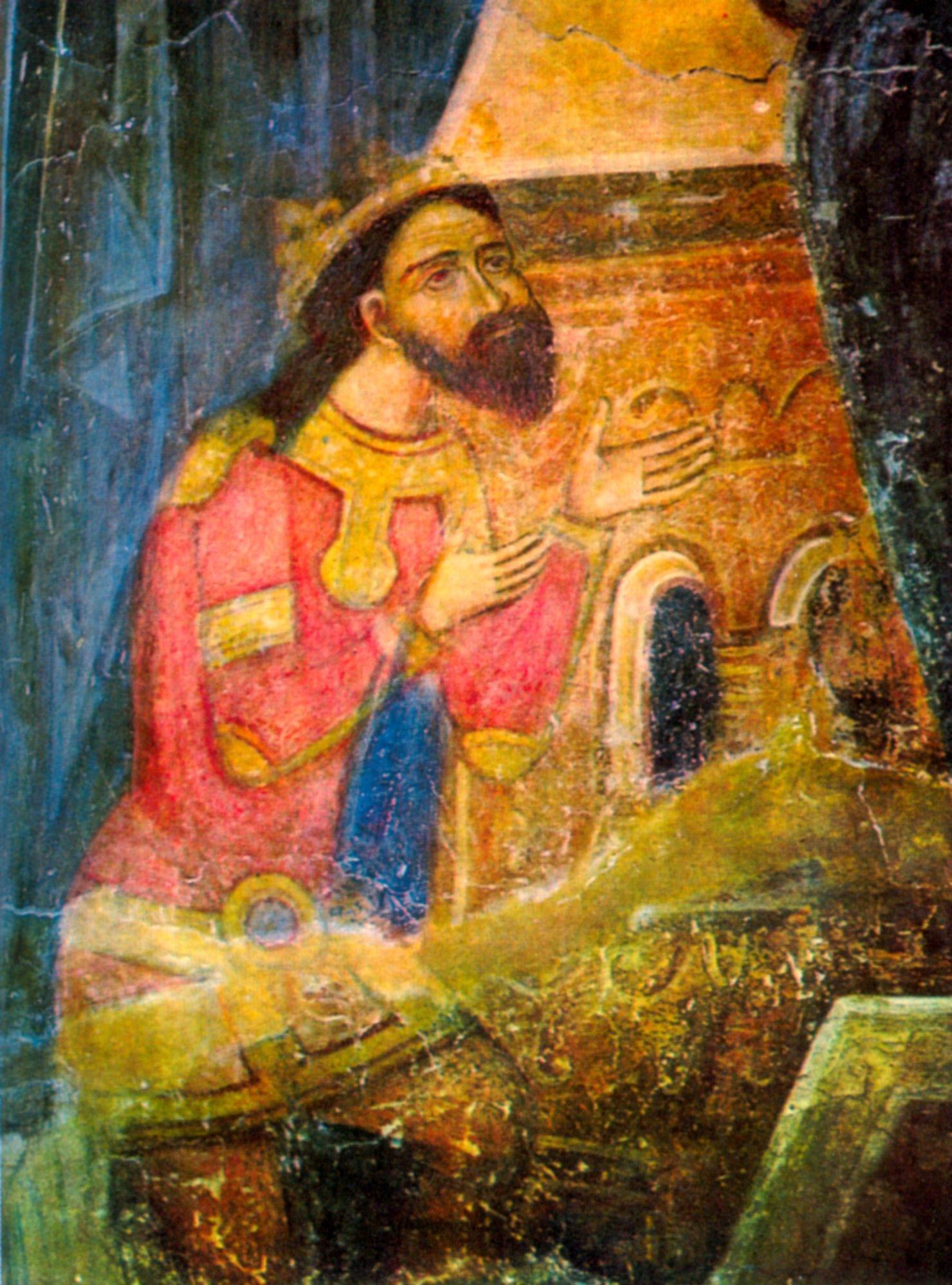
Basarab I...
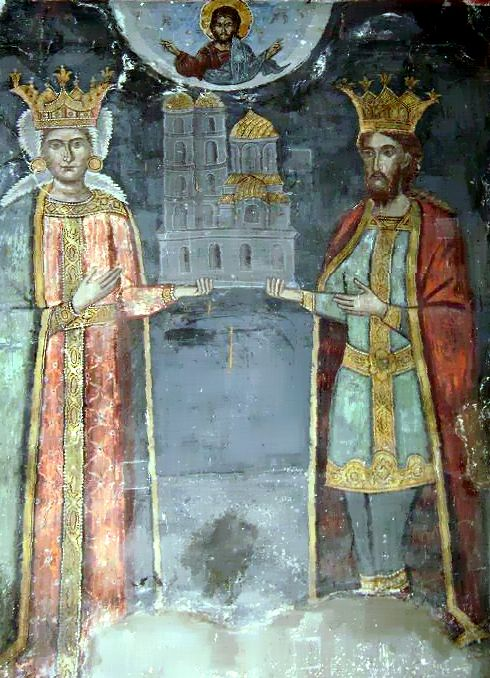
...sau Radu I?
Statuia de pe piatra de mormânt de la Argeș

## Heraldica Țării Românești în vremea lui Basarab

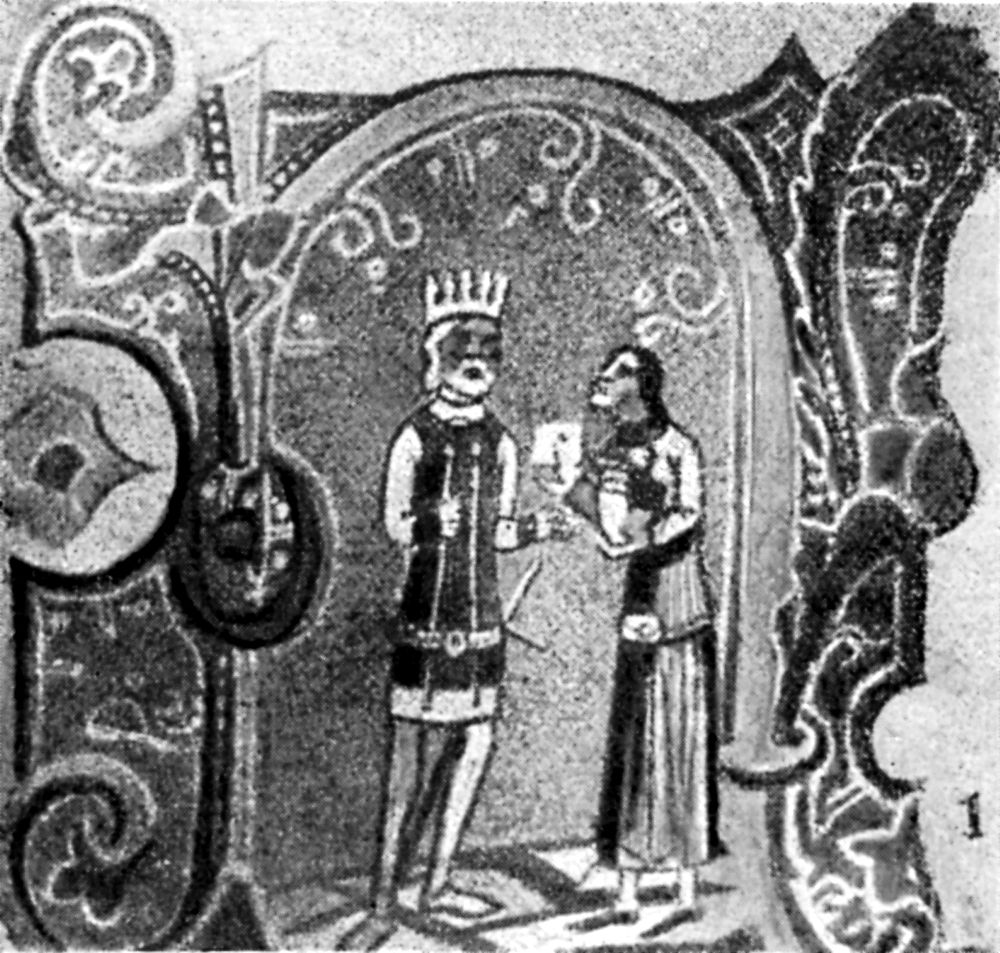
Solul lui Basarab îi aduce lui Carol Robert o scrisoare cu propunerea de pace (1330)

Nu s-a păstrat nici un act emis sau vreo monedă bătută de Basarab, iar stema sa nu este menționată în altă parte. Aceasta nu înseamnă, potrivit heraldiștilor români că voievodul muntean, și chiar înaintașii săi, nu ar fi posedat o stemă personală.
Stemele conducătorilor valahi au apărut în secolul al XIII-lea, în urma relațiilor existente între aceștia și regii unguri. O posibilitate ar fi, după Dan Cernovodeanu, ca stema dinastică a primilor Basarabi să fie copiată după cea a arpadienilor (fascii alternate argint cu roșu) la care s-a adăugat un element personal, un câmp de azur prezentând sau nu o semilună de argint. Se poate ca această reprezentare să fi fost stema lui Basarab atunci când a urcat pe tronul Țării Românești. J. N. Mănescu crede totuși că fasciile ar fi alternat aur cu roșu, luând în considerare și stema „regelui Valahiei” din „Armorialul Wijnbergen” atribuită lui Litovoi.
Ceea ce este sigur, potrivit heraldiștilor amintiți, voievodul muntean deținea un însemn personal în timpul bătăliei din 1330. Potrivit Cronicii pictate de la Viena, un sol a adus regelui Carol Robert o scrisoare ce conținea propunerile de pace ale lui Basarab. Este de neconceput ca aceasta să nu fi fost autentificată cu un sigiliu care să conțină fie stema țării, fie cea dinastică. „Ceea ce ne îngăduim să presupunem constă în faptul că în prima fază de unificare a teritoriilor românești de la sud de Carpați și de întemeiere a principatului valah, Basarabii au conservat posibila lor stemă de familie adoptată în cea de-a doua jumătate a veacului al XIII-lea fără a-i aduce vreo remaniere prin adaosuri de mobile heraldice sau prin modificări de ordin cromatic”.

Posibila stemă a lui Basarab în 1310

...și după 1330

După victoria din 1330 și consacrarea independenței au fost modificate și însemnele heraldice. Cercetătorii presupun că Basarab sau urmașii săi imediați au schimbat cromatica stemei personale, rezultând astfel un scut despicat, cu patru fascii alternate aur-verde în dreapta și câmp de aur în stânga. Această stemă se regăsește pe nasturii personajului princiar îngropat în Biserica domnească din Curtea de Argeș.
În Biserica Domnească din Curtea de Argeș se mai regăsesc încă două reprezentări heraldice a dinastiei Basarabilor din a doua jumătate a secolului al XIV-lea, anume pe o lespede funerară anonimă și în fresca numită „Cavalerul fără cap”. Aceasta din urmă este atât de degradată încât nu se mai pot distinge culorile fasciilor și a câmpului plin.

## Asocierea numelui „Basarab” cu țara
În 1331 o diplomă regală pomenește de „terra Bazarab”, iar un act sârbesc din 1349 menționează statul dintre Carpați și Dunăre sub numele de „țara lui Basarabă”. Cronicile ulterioare (secolele XIV-XV) scrise țările din zonă vor perpetua asocierea Basarabia = Țara Românească, acest fapt nefiind unic în acea vreme (erau pomenite țări precum „terra Vatacii”, „terra Assani”, „terra Lytua”, „terra Szeneslai”, „terra Dobroticii”, „terra Bogdani” etc.). Ulterior, numele de Basarabia a fost restrâns la teritoriul din nordul gurilor Dunării (cunoscut și ca zona „dinspre părțile tătărăști” sau „Bugeac”), iar în 1812 a fost extins întregului teritoriu dintre Prut și Nistru.